# Galatia
Galatia antică a fost o regiune din Asia Mică situată pe platoul Anatoliei pe teritoriul actual al Turciei. Numele provine de la triburile celtice venite din Galia în jurul anului 300 î.Hr.

## Geografie
Galatia era delimitată la nord de Bitinia și Paflagonia, la est de Pont și de Capadocia, la sud de Cilicia și Licaonia, și la vest de Frigia. Capitala sa era Ancyra (astăzi Ankara, capitala Turciei moderne).

## Galatia celtă
Triburile celtice din Galatia au făcut parte dintr-un val de migrație al unor triburi celtice ce au invadat Imperiul Macedonean. Formarea statului celt este descrisă de Strabo. În 189 î.Hr. o expediție romană condusă de Gnaeus Manlius Vulso reușește să învingă triburile galatice, acestea intrând în zona de influență a Romei. În 64 î.Hr. organizarea statală a Galatiei este modificată, aceasta devenind un stat clientelar al Romei. În 25 î.Hr., sub domnia lui Augustus, Galatia este transformată în provincie.

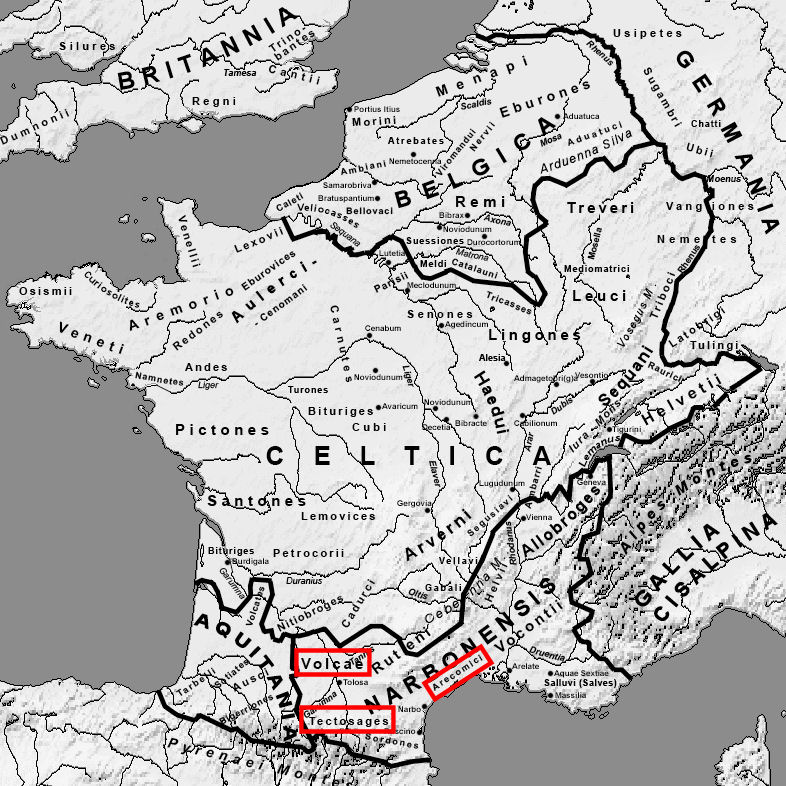
Originea triburilor de Gali

## Provincia romană

Galatia - provincie romană

Provincia Galatia cuprindea Pisidia, Licaonia, Isauria, Frigia (galatică), Galatia centrală și Galatia de nord.
În Galatia de Nord populația majoritară era de origine celtică, care-și păstrase credința și obiceiurile, dar împrumutase destule elemente din cultul popoarelor cu care venise în contact (exemplu: cultul zeiței frigiene Cybela). În Galatia de Sud majoritară era populația grecească.
Galatenii sunt creștinați de apostolul Pavel în timpul celei de a doua călătorii misionare. Dar, datorită marilor tulburări care apar în cadrul acestei comunități și pentru a pune capăt acestora, apostolul Pavel scrie Epistola către galateni.